# Билет Эдмондсона
Билет Эдмондсона — тип железнодорожных билетов, изобретённый англичанином Томасом Эдмондсоном в 1840-х годах и названный в его честь.

## История
Первоначально на железных дорогах Англии компании использовали рукописные билеты, как в то время было принято для дилижансов, что было трудоёмко и неудобно для билетного кассира, так как число пассажиров на поезда было значительно больше, чем на дилижансы. Длинные очереди на больших станциях были привычным делом. Стало актуальным наличие билетов, удобных в эксплуатации, с быстрым нанесением данных и имеющих серийные номера. 
Томас Эдмондсон, работая на железной дороге Newcastle and Carlisle Railway, придумал новый тип железнодорожных билетов — картонные, небольшого формата с напечатанной информацией о маршруте. Билеты нумеровались вручную, с последующим нанесением на них данных о маршруте специальным штамповочным прессом. Позже Эдмондсон изобрёл билетопечатающую машину, которая изготовляла пачку билетов с одновременным нанесением на них серийного номера, и запатентовал это устройство. Система билетов Эдмондсона вошла в употребление в 1842 году в организации Railway Clearing House, став общепринятым стандартом в Англии и потом во многих других странах мира, в том числе и СССР.
Билеты печатались на картоне размером 1 7/32 на 2 1/4 дюйма (31,0 на 57,2 мм) с номинальной толщиной 1/32 дюйма (0,79 мм). Всё оборудование для их печати и продажи строилось на этих размерах, хотя в других странах существовали и  другие размеры (например 30 × 57 × 0,75 мм). Хранились в специальных шкафах (диспенсерах), имели различный цвет для разных видов билетов: купе, плацкарт, общий.
Хотя картонные билеты Эдмондсона произвели революцию и просуществовали более 150 лет (так, Британская железная дорога прекратила их выпуск в феврале 1990 года), на смену им пришли бумажные билеты большего формата, так как с развитием технологий и компьютеризации в билет необходимо было вносить много данных — для их печати понадобился другой формат и бумага.
Некоторые билетопечатающие машины находятся в музеях разных стран.
В СССР билеты типа Эдмондсона использовались и на речном транспорте.
- Билеты Эдмондсона разных стран
- СССР
- Железнодорожный билет Котлас-Южный - Савватия, СССР
- Италия
- Парагвай
- Польша
- Румыния